# Edgard de Caritat de Peruzzis
Edgard Marie Hubert Alphonse de Caritat de Peruzzis (Lanaken, 11 oktober 1879 – Hamont, 7 oktober 1914) was burgemeester van Lanaken van 1908 tot aan zijn dood op 7 oktober 1914.

## Biografie
Edgard de Caritat de Peruzzis trouwde in 1909 in Gembloers met Marie Ghislaine "Mika" Cassart (1882 - 1951). Met haar kreeg hij vier kinderen. Hij kwam om tijdens Duitse beschietingen te Hamont. Door Nederlandse burgers uit Maastricht werd zijn lichaam naar Maastricht gesmokkeld en daar begraven op de Algemene Begraafplaats Tongerseweg. In 1919 werden zijn stoffelijke resten opgegraven en naar Lanaken getransporteerd, om aldaar herbegraven te worden. De begrafenis werd door een grote menigte gevolgd vanaf de Tongerseweg tot aan het toenmalige kerkhof bij de Sint-Ursulakerk. Bij de ontruiming van dat kerkhof werd zijn graf verplaatst naar de gemeentelijke begraafplaats.
De kazerne de Caritat de Peruzzis in Lanaken werd naar hem genoemd. Het was de commandopost van Henri Giddelo, die samen met vijf andere militairen omkwam toen de Luftwaffe de kazerne van 5e compagnie Grenswielrijders, een onderdeel van het Bataljon Grenswielrijders Limburg van het Belgische leger bombardeerde.

## Galerij

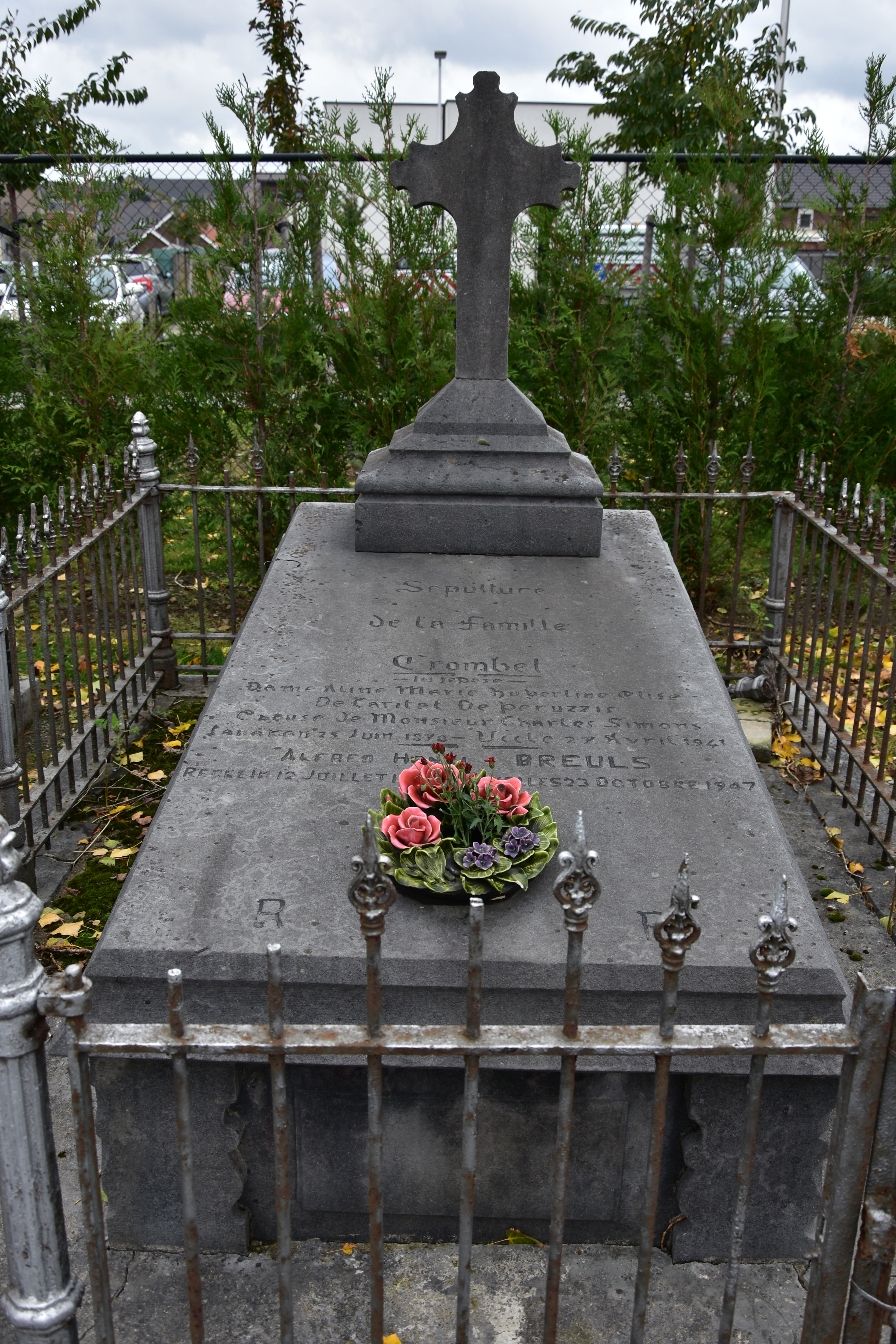
Het graf van Edgard de Caritat de Peruzzis te Lanaken
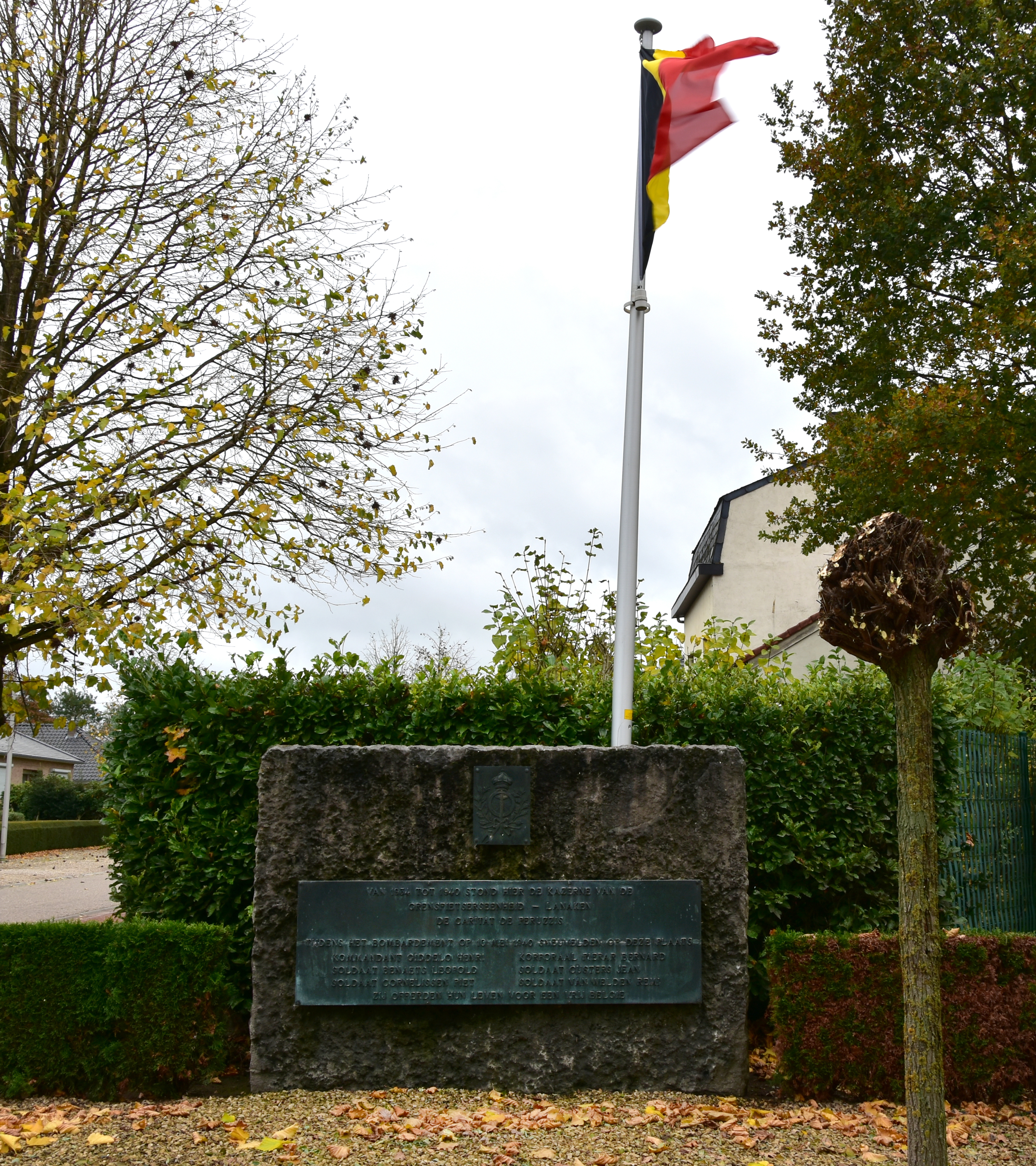
Gedenksteen te Lanaken waar de kazerne met zijn naam stond